# 静岡県立磐田北高等学校
静岡県立磐田北高等学校（しずおかけんりつ いわたきたこうとうがっこう）は、静岡県磐田市見付にある県立高等学校。通称は磐北（いわきた）。
1999年より男女共学だが、過去には磐周学区（磐田市・袋井市・周智郡・浜松市北遠地区（旧磐田郡））の女子校として知られ、保育科、衛生看護科も設置されていたが、いずれも閉科した。
校内に、袋井特別支援学校磐田見付分校が附設されている。（沿革参照）

## 設置学科
静岡県で唯一の県立幼稚園であった磐田北高校附設幼稚園が併設されていたが、保育科は1996年に閉科、幼稚園は1998年に閉園となった。
- 普通科
- 福祉科

## 沿革
- 1909年4月 - 静岡県下3番目の公立女学校として磐田郡立実践高等女学校開校
- 1911年5月 - 磐田郡立高等女学校に改称
- 1919年9月 - 静岡県磐田高等女学校に改称
- 1922年4月 - 県立に移管され静岡県立見付高等女学校と改称
- 1939年11月 - 現在地に移転
- 1948年4月 - 学制改革により静岡県立磐田第二高等学校となる（普通科6学級）。
- 1949年4月 - 磐田実業高等学校と統合し静岡県立磐田北高等学校と改称。普通科・家庭科・商業科の3科を設置
- 1952年4月 - 商業科が磐田商業高等学校（現在の静岡県立磐田西高等学校）として独立。普通科1科となる。
- 1963年4月 - 保育科を設置
- 1974年4月 - 衛生看護科を設置
- 1994年4月 - 保育科募集停止
- 1999年4月 - 男女共学開始
- 2002年4月 - 福祉科を設置
- 2004年3月 - 衛生看護科閉科
- 2010年4月 - 袋井特別支援学校磐田見付分校を設置

### 旧・附設幼稚園
- 1943年12月 - 県立見付高等女学校保育寮として認可
- 1946年4月 - 県立見付高等女学校附設保育所として名称を変更し、再認可
- 1948年4月 - 県立磐田第二高等学校附設保育所と名称変更
- 1949年4月 - 県立磐田北高等学校附設保育所と名称変更
- 1950年6月 - みどり保育園と名称変更（設置者は磐田北高校同窓会）
- 1952年4月 - 県立に移管され、県立磐田北高等学校附設保育園として設置認可（園児数106人）
- 1953年4月 - 幼稚園として設置認可され、県立磐田北高等学校附設幼稚園と名称変更
- 1963年4月 - 磐田北高校に保育科が設置され、その実習園となる（園児数138人）。
- 1994年4月 - 磐田北高校保育科募集停止
- 1996年3月 - 磐田北高校保育科が閉科
- 1997年4月 - 附設幼稚園の園児募集停止
- 1998年3月 - 年長クラスの32人を送り出して閉園

## 校訓
- 優しく 逞しく 誠実に
1999年の男女共学化を機に、女子高時代の校訓「ゆたかな母性 たしかな自立」から改められた。

## 部活動
運動部
- 陸上競技部
1980年8月 - 全国総体陸上競技女子の部で総合優勝。
1993年12月 - 第5回全国高校女子駅伝大会に出場。
- 男子サッカー部
- 女子サッカー部
- 野球部
- 男子バスケットボール部
- 女子バスケットボール部

- 女子バレーボール部
- 男子テニス部
- 剣道部
- 水泳部
- バドミントン部
- 弓道部
- 卓球部

文化部
- 吹奏楽部　五年間連続で県大会へ出場。(Ｂ編成)
- 筝部
- ギター部
- 芸術部
  - 美術
  - 文芸
  - 写真
- 英語部

- パソコン部
- 茶華道部
  - 華道
  - 茶道
- ダンス部
- 科学部
- 生活文化部

## 著名な卒業生
- 松井謙弥 - ブラウブリッツ秋田
- 大石健太 - 藤枝MYFC

## アクセス
- 遠鉄バス
  - 磐田市立病院福田線 ｢磐田北小｣停留所から、徒歩5分
  - 磐田天竜線 ｢図書館前｣停留所から、徒歩10分
  - 登校時間のみ、磐田駅バスターミナル1のりばより、31磐田市立病院福田線（磐田北高経由）の運行もある（降車バス停は、「北高校前」）。
  - 平日登校時のみ、30磐田天竜線（山東発磐田北高経由磐田駅行き）の運行もある（降車バス停は「北高校前」）。